# Joseph Jadrejak
Joseph Jadrejak (* 20. Februar 1918 in Gladbeck als Joseph Jadrzejczak; † 24. November 1990 in Saint-André-lez-Lille) war ein polnischstämmiger französischer Fußballspieler und -trainer. Mit sechs Teilnahmen in Endspielen um die Coupe de France während der 1940er Jahre – wobei er dreimal zur Pokalsiegerelf gehörte – ist er bis in die Gegenwart (2012) einer von nur drei Spielern, die den diesbezüglichen französischen Rekord halten.

## Vereinskarriere
Joseph Jadrejak gehörte zu der großen Anzahl polnischer Einwanderer, die insbesondere in den 1920er Jahren – und oft nach einer Zwischenstation im Ruhrgebiet – in die nordfranzösische Bergbau- und Industrieregion kamen. Die Jadrejaks waren aus dem westfälischen Gladbeck in die Gegend um Bruay eingewandert, und sämtliche männlichen Familienangehörigen arbeiteten für die Compagnie des mines de Bruay unter Tage. Er selbst spielte neben Schule und Arbeit Fußball, zunächst bei zwei „Kumpelvereinen“ in den benachbarten Orten Houdain und Divion, als Heranwachsender dann bei der US Ouvrière Bruaysienne; mit dieser spielstarken Amateurelf erreichte Jadrejak sowohl 1937/38 als auch 1938/39 die landesweite Hauptrunde der Coupe de France. Üblicherweise führte der nächste Karriereschritt für einen begabten Fußballer von dort aus zum benachbarten Racing Club Lens, der ebenfalls von der Bergbaugesellschaft unterstützt und kontrolliert wurde. Doch in diesem Fall hatte sich auch dessen Ligakonkurrent SC Fives aus dem rund 30 km nördlich gelegenen Lille – Lens hatte die Saison 1938/39 auf dem siebten, Fives auf dem neunten Platz beendet – um den hoch aufgeschossenen, „extrem harten, zweikampfstarken und effizienten Verteidiger“ bemüht, von diesem eine Zusage bekommen und seinen Anspruch in einem Rechtsstreit mit Lens durchgesetzt.
Allerdings wurde Spielbetrieb stark von den politischen Umständen des Kriegsausbruchs beeinträchtigt: im September 1939 kam es auch in Frankreich zur Mobilmachung, wovon Fußballspieler nicht ausgenommen waren. Dies führte dazu, dass die höchste Division in drei regionale Gruppen aufgeteilt werden musste; die Klubs aus den nördlichen und östlichen grenznahen Regionen, so auch Fives, konnten daran überhaupt nicht mehr teilnehmen, auch nicht nach dem deutschen Einmarsch 1940 und der anschließenden Teilung Frankreichs. Deshalb trug Joseph Jadrejak mit seiner Mannschaft bis 1942 nur Spiele in der Region aus und durfte, sofern sie sich dafür qualifizierte, lediglich in den letzten Runden des Pokalwettbewerbs die innerfranzösischen Grenzen überqueren. Im Pokal 1940/41 setzte Fives sich zunächst in der sogenannten Zone interdite („verbotenen Zone“) durch und traf dann im Landesfinale auf die Girondins AS du Port aus Bordeaux – Jadrejaks erstes von sechs Pokalendspielen seiner Karriere, in dem er mit seinem SC 0:2 unterlag. Ab 1942 konnte Fives, dessen Dress während der Kriegsjahre auch einige bekannte Fußballer wie Norbert Van Caeneghem, Édouard Wawrzyniak oder Jean Prouff trugen, wieder an der Meisterschaft der Division 1 teilnehmen und beendete die Spielzeit als Dritter der Nordgruppe. Im folgenden Jahr spielte Jadrejak, wie andere Spieler von Fives und OIC Lille, nicht mehr für seinen Verein, sondern für die Équipe Fédérale Lille-Flandres; die dem professionellen Sport ablehnend gegenüberstehende französische Regierung hatte landesweit 16 solcher „Bundesauswahlmannschaften“ geschaffen, deren Spieler nun als Staatsangestellte bezahlt wurden. Lille-Flandres wurde hinter der ÉF Lens-Artois Zweiter; allerdings zählt diese Vizemeisterschaft, wie alle „Kriegsmeistertitel“ zwischen 1939/40 und 1944/45 und anders als im Pokalwettbewerb, in Frankreich nicht als offizieller Titel. 1944 erfolgte die Rückkehr zu Profiklubs – für Joseph Jadrejak und einige andere starke Fivois war das allerdings nicht mehr der SCF, weil der sich zu Saisonbeginn aus finanziellen Gründen mit dem Lokalrivalen Olympique Iris Club zusammenschloss und den Namen Lille OSC annahm.
Nach der Befreiung des Landes begann die Hochzeit des LOSC unter den Trainern George Berry bzw. (ab 1946) André Cheuva, die aus den fusionierenden Vereinen eine geschlossene Mannschaft schufen, der unter anderem aus Fives François Bourbotte, Marceau Somerlinck, Boleslaw Tempowski, René Bihel und Jadrejak, vom OIC Jules Bigot, Jean Lechantre, Jean Baratte, Roger Vandooren, Jean-Marie Prévost und Jacques Grimonpon angehörten. 1944/45 belegte die Elf in der Liga-Nordgruppe nur den fünften Rang und unterlag im Pokalendspiel – Jadrejaks zweitem – deutlich gegen Racing Paris, aber bereits zwölf Monate darauf wurde sie französischer Meister, siegte auch im erneut erreichten Pokalfinale und gewann somit zudem den Doublé. Die Pokaltrophäe blieb auch in den folgenden beiden Jahren in Lilles Vereinsheim, und „Jadrejak genoss jede Ehrenrunde, die er [nach den Endspielsiegen über Red Star Olympique, Racing Strasbourg und Racing Lens] drehen durfte“. 1949 stand der LOSC zum fünften Mal nacheinander im Pokalfinale; diesmal hieß der Gegner wieder Racing Paris, und wie 1945 behielt der Hauptstadtklub deutlich die Oberhand. Joseph Jadrejak erzielte darin sein einziges Endspieltor, womit er allerdings seinen eigenen Torhüter Félix Witkowski zum zwischenzeitlichen 0:5 (Endstand 2:5) überwand. In der Division 1 war Lille 1948, 1949 und 1950 zudem jeweils Vizemeister geworden.
Der abseits des Stadionrasens zurückhaltende Abwehrspieler genoss bei seinen Mitspielern hohes Ansehen; deshalb gehörte er im Dezember 1949 gemeinsam mit Mannschaftskapitän Prévost und Baratte zu dem von ihnen bestimmten „Spielerrat“, der sich gegenüber dem Klubpräsidenten Louis Henno für eine Anhebung ihrer vergleichsweise niedrigen Bezüge einsetzen sollte. Als der autokratische Vorsitzende darauf nicht einging, sondern ihnen sogar mit einem Verkauf an andere Vereine drohte – was er in einer ähnlichen Situation 1946 mit François Bourbotte tatsächlich wahr gemacht hatte –, reagierte die Mannschaft mit einem Punktspielboykott, was Henno dann zum Einlenken zwang. Joseph Jadrejak beendete im Sommer 1950 seine aktive Karriere, in der er vier offizielle Titel gewonnen hatte und, wie auch Marceau Somerlinck und Jean Baratte, in sechs französischen Pokalendspielen stand – ein Rekord, der bis ins 21. Jahrhundert Bestand hat.

### Stationen
- vor 1937: in Houdain und Divion (als Jugendlicher)
- 1937–1939: USO Bruay (im Amateurbereich)
- 1939–1943: SC Fives
- 1943/44: Équipe Fédérale Lille-Flandres
- 1944–1950: Lille Olympique SC
- ab 1950: in Saint-André-lez-Lille (als Spielertrainer im Amateurbereich)

## In der Nationalmannschaft
Im Mai und Juni 1947 bestritt Joseph Jadrejak drei A-Länderspiele für Frankreich. Gegen die Niederlande (4:0) und Belgien (4:2) sowie in der Schweiz (2:1) stand er jeweils für 90 Minuten auf der rechten Verteidigerposition, aber obwohl die Bleus alle drei Freundschaftsbegegnungen gewannen, berücksichtigte ihn das Verbandsauswahlkomitee danach nicht mehr.

## Leben nach der Spielerzeit
Jadrejak kümmerte sich anschließend um sein Café in Saint-André-lez-Lille, das er schon seit Mitte der 1940er Jahre besaß – ein Umstand, der ihm den Spitznamen „Bäcker von Saint-André“ eingetragen hatte –, und engagierte sich als „Mädchen für alles“, unter anderem noch als Spielertrainer, bei der örtlichen Amateurmannschaft. Später hat er sieben Jahre lang die JA Armentières, ebenfalls ein Amateurverein aus der Peripherie von Lille, trainiert. Er kehrte auch noch einmal zum OSC Lille zurück: in der Spielzeit 1969/70 war er der verantwortliche Trainer von dessen Ligaelf, die seinerzeit nur in der höchsten Amateurklasse vertreten war und die er am Saisonende in die zweite Division zurückführte. 1990 ist Joseph Jadrejak, 72-jährig, in Saint-André gestorben.

## Palmarès
- Französischer Meister: 1946 (und Vizemeister 1944 [inoffiziell], 1948, 1949, 1950)
- Französischer Pokalsieger: 1946, 1947, 1948 (und Finalist 1941, 1945, 1949)